# Cnaeus Domitius Ahenobarbus (consul en -122)
Pour les articles homonymes, voir Domitius Ahenobarbus.
Cnaeus Domitius Ahenobarbus, né vers 165 av. J.-C. et mort vers 104 av. J.-C., est un général et homme politique romain, consul en 122 av. J.-C. et censeur en 115 av. J.-C.. 
En 121, il prend le commandement d'une campagne menée en Gaule méridionale depuis trois ans et bat notamment les Allobroges avec le concours de Quintus Fabius Maximus Allobrogicus. Il établit ensuite la première province romaine de Gaule, désignée ensuite par le nom de Gaule narbonnaise. Dans cette province, il est l'instigateur de la construction de la voie Domitienne reliant l'Italie à l'Espagne par le col de Montgenèvre. 
À Rome, il est probablement le commanditaire de l'autel de Domitius Ahenobarbus et du temple de Neptune. 

## Biographie

### Famille
Membre de l'importante gens plébéienne des Domitii, il est le fils de Cnaeus Domitius Ahenobarbus (en), consul suffect en 162 av. J.-C. et le petit-fils de Cnaeus Domitius Ahenobarbus, consul en 192 av. J.-C.
Il a au moins deux fils, 
- Cnaeus Domitius Ahenobarbus, pontifex maximus à partir de 103, puis consul en 96,
- Lucius Domitius Ahenobarbus, consul en 94 av. J.-C., dont les descendants sont aussi consuls sur cinq générations, le dernier étant l'empereur Néron, de son vrai nom Lucius Domitius Ahenobarbus[1] (54 - 68 apr. J.-C.), .

### Début de carrière
Entre 129 et 128, il remporte une bataille navale au large de Samos sur Aristonicos qui a tenté de s'opposer à la donation testamentaire de Pergame à Rome effectuée par son frère le roi Attale III,. Il sert alors comme légat du consul puis proconsul d'Asie Manius Aquilius.

### Consulat et proconsulat en Gaule (122-121)

#### Consulat et intervention en Gaule
En l'an 122, il est élu consul aux côtés de Caius Fannius Strabo. 
Trois ans plus tôt, appelés à l'aide par leurs alliés marseillais contre les Salyens, les Romains ont commencé à intervenir militairement en Gaule méridionale. Assez rapidement la zone de conflit s’étend, engageant des peuples plus puissants comme les Voconces et les Allobroges, alliés aux Arvernes, qui se trouvent en position hégémonique en Gaule. Domitius Ahenobarbus décide de prendre cette guerre en main. 
Les chefs salyens se réfugient chez les Allobroges. L'Arverne Bituitos envoie alors une ambassade à Domitius Ahenobarbus afin d’obtenir une paix, mais le consul refuse de traiter, alors que les Arvernes attaquent les Éduens, alliés des Romains. 

#### Proconsulat en Gaule et poursuite de la guerre
À la fin de son mandat de consul en 121, il est nommé proconsul en Gaule, aux côtés de Quintus Fabius Maximus,. 
Le caractère fragmentaire de nos sources rend le récit de cette campagne souvent incertain. Après une victoire remportée par Domitius à Vindalium (près de la Sorgue) sur les Allobroges, Fabius les écrase à son tour avec Bituitos à la bataille du confluent. Domitius soumet également les Tolosates et les Rutènes,. Avec son armée, il parcourt le pays à dos d'éléphant[réf. nécessaire], et prend des dispositions en vue de la construction d'une voie romaine dans cette nouvelle province, en suivant le tracé d'une vieille voie héracléenne. 
Fabius remplace ensuite Domitius comme proconsul en Gaule, achevant de vaincre les Allobroges et les Arvernes. 

#### Le triomphe (120)
Leurs victoires valent le triomphe aux deux généraux, que Domitius célèbre à Rome en l'an 120.
Les Romains ne changent pas immédiatement le statut de la région qui ne deviendra la province romaine de Gaule narbonnaise que deux décennies plus tard.

#### La voie Domitienne (118)
En 118-117, les travaux de la voie romaine allant de l'Italie à l'Espagne commencent : la voie Domitienne, créée à partir d'un réseau de voies existantes. Il est décidé de la construction de camps (castra) protecteurs et relais importants ainsi que des colonies romaines, dont la plus connue est Narbonne (Colonia Narbo Martius). Cette voie est avant tout une route militaire et non pas commerciale.

### Censure (115)
En 115, il devient censeur aux côtés de Lucius Caecilius Metellus Diadematus,. Trente-deux sénateurs sont expulsés du Sénat par les censeurs, dont le consul sortant Caius Licinius Geta et un ami de Caius Marius alors préteur, et ils font interdire des représentations théâtrales jugées immorales,,,,. Le consul Marcus Aemilius Scaurus fait adopter une loi interdisant certains mets exotiques lors des banquets. Les censeurs nomment Scaurus princeps senatus,.

### L'autel de Domitius Ahenobarbus
Il est probablement le commanditaire de l'autel de Domitius Ahenobarbus. Les reliefs semblent liés à la construction d'un temple dédié à Neptune sur le Champ de Mars. Ce temple est voué au dieu de la mer à la suite d'une victoire navale, peut-être la victoire remportée au large de Samos entre 129 et 128. La construction ou la restauration d'un temple préexistant ne daterait que de 122, année où Cnaeus Domitius Ahenobarbus atteint le consulat,.

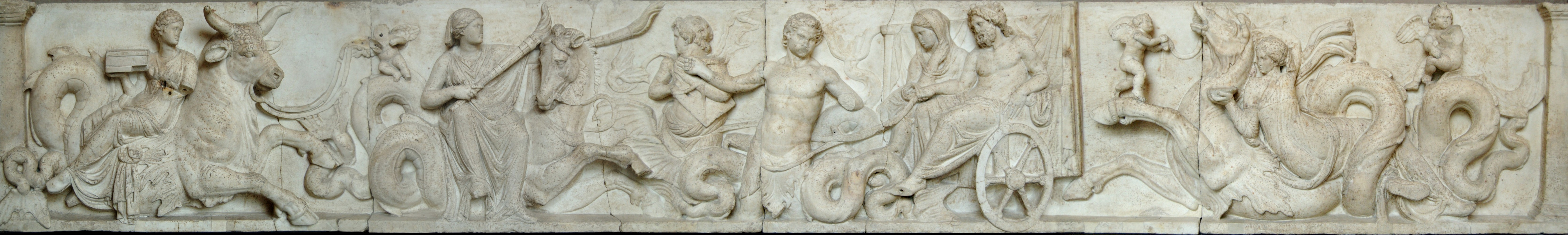
Thiase marin des reliefs dit « de Domitius Ahenobarbus », panneau de devant.

Les reliefs de la base de la statue de culte, qui ne se composent à l'origine que des scènes mythologiques, auraient ensuite été complétés après la censure en 115 avec un quatrième panneau.

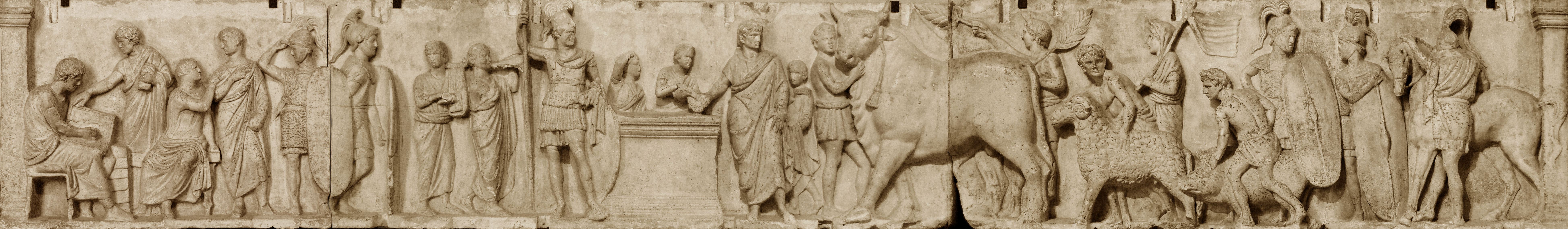
Face historique du relief de Domitius Ahenobarbus.

### Membre du collège des pontifes
Il est aussi membre du collège des pontifes depuis une date inconnue. 

### Mort et funérailles
Il meurt vers 104 av. J.-C..

## Succession de son fils au collège des pontifes
Son fils, tribun de la plèbe, souhaite lui succéder au collège des pontifes, choisis par cooptation. Mais il subit l'opposition de Marcus Aemilius Scaurus, le princeps senatus, et est refusé. 
Il fait alors voter la Lex Domitia de sacerdotiis qui transfère l'élection des prêtres au peuple. Il sera choisi pour devenir pontifex maximus à la mort de Lucius Caecilius Metellus Delmaticus.

### Sources modernes
1. 1 2  Smith 1867, p. 84.
2. 1 2  Coarelli 2007, p. 267.
3. ↑  Coarelli 1997, p. 407-427.
4. ↑  Broughton 1951, p. 505.
5. 1 2 3  Hinard 2000, p. 575.
6. 1 2  Hinard 2000, p. 573.
7. 1 2 3  Broughton 1951, p. 524.
8. ↑  Broughton 1951, p. 520.
9. 1 2  Hinard 2000, p. 574.
10. ↑  Hinard 2000, p. 571.
11. 1 2 3  Broughton 1951, p. 531.
12. ↑  Hinard 2000, p. 571-572.
13. ↑  Hinard 2000, p. 572.
14. ↑  Cels Saint-Hilaire 2011.
15. ↑  Coarelli 1968.
16. 1 2  Broughton 1951, p. 561.

### Sources antiques
1. ↑  Cicéron, Pro A. Cluentio, 191.
2. ↑  Tite-Live, Periochae, 62.
3. ↑  Plutarque, Marius, 5.
4. 1 2  Suétone, Vie des douze Césars, Néron, 2.